# Nazaréen noir

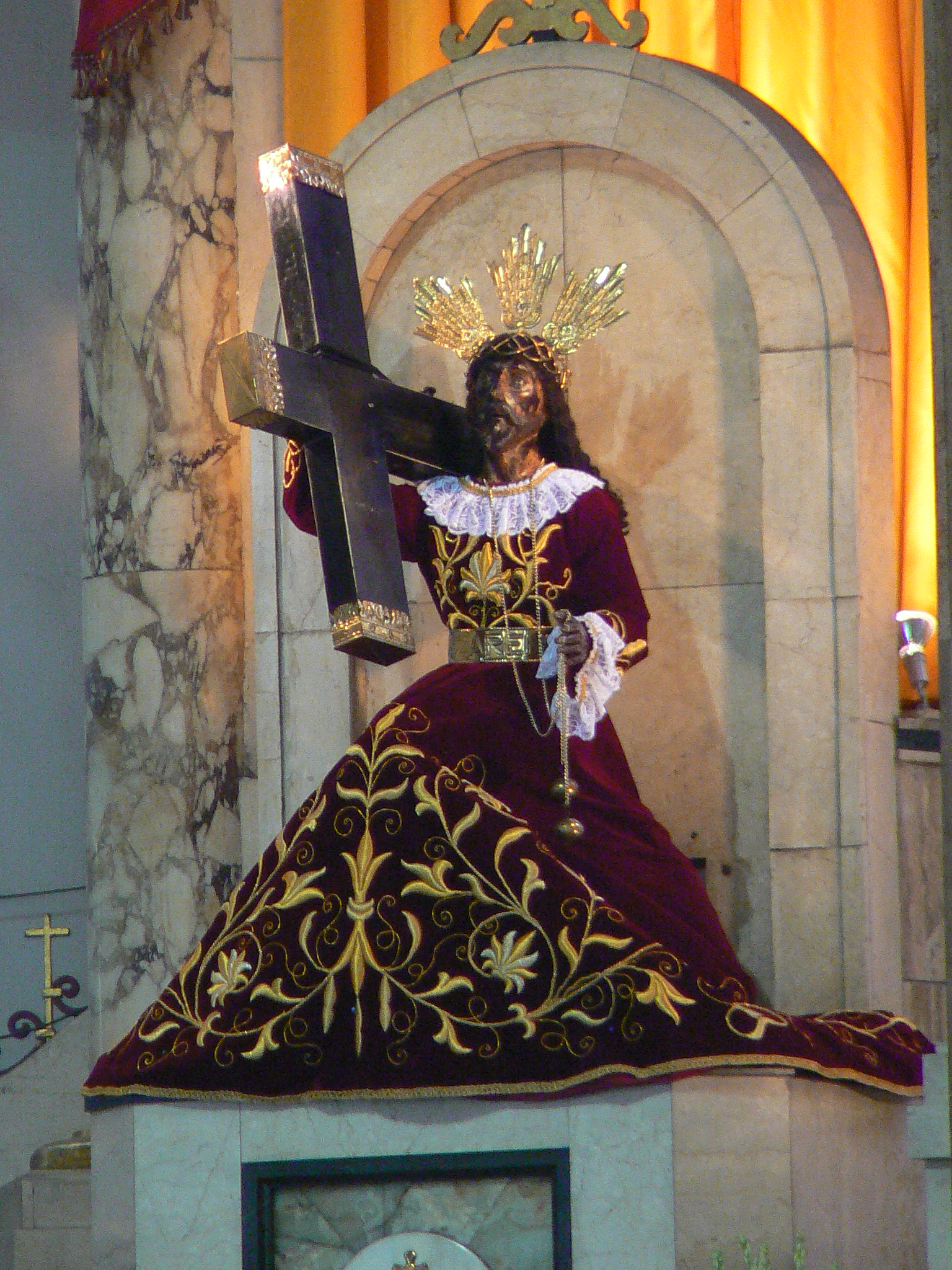
La statue du Nazaréen noir trône au-dessus de l'autel principal de la basilique

Le Nazaréen noir est  une sculpture représentant Jésus de Nazareth conservée dans la basilique du Nazaréen noir à Manille (Philippines) dans le quartier de Quiapo. 
Connu chez les fidèles hispaniques sous le nom de Nuestro Padre Jesús Nazareno (en tagalog Poong Itim na Nazareno ; en espagnol El Cristo Nazareno Negro), c'est une statue en bois grandeur nature qui représente Jésus de Nazareth (d'où le terme de Nazaréen) portant la croix du Calvaire.

## Histoire
Cette statue avait à l'origine un teint clair. Arrivée à Manille en provenance du Mexique en 1607 à bord d'un navire qui aurait pris feu le 31 mai 1606, elle se serait selon la légende noircie dans l'incendie, d'où son nom de « Nazaréen noir ».[réf. nécessaire]
La statue de la basilique du Nazaréen noir est vénérée tous les vendredis des neuvaines et des saintes messes. Elle est exposée à la vénération des fidèles le jour du Nouvel An, tous les vendredi saint et le 9 janvier, jour célébrant la translation de la relique en bois (le 9 janvier 1787) au cours duquel des millions de fidèles participent dans les rues de Manille, à la procession du « Nazaréen noir ».
Considérée comme miraculeuse par de nombreux catholiques philippins, cette statue est sortie indemne des incendies qui ont touché l'église de Quiapo en 1791 et en 1929, des grands séismes de 1645 et de 1863 et du bombardement de Manille de février 1945 au cours de la Seconde Guerre mondiale.

### Source
- (en) Cet article est partiellement ou en totalité issu de l’article de Wikipédia en anglais intitulé « Black Nazarene » (voir la liste des auteurs).